# トカプチ400
トカプチ400は北海道東部の十勝地方を8の字に巡る、北海道で初めて国が定めるナショナルサイクルルートである。「トカプチ」=アイヌ語の転訛で「十勝」であり、「400」は総延長が403キロメートルであることに由来する。
十勝地方でのサイクルツーリズムの推進に向けたスタートは2015年に「十勝サイクルツーリズム研究会」が発足したことから始まり、2017年にナショナルサイクルルートの元となるルートを設定して、路面標示や、案内看板の設置など環境整備を行った。また、レンタサイクル事業などにも取り組み環境を醸成している。

## ルート
帯広市のJR帯広駅を起終点に途中大雪山国立公園や日高山脈襟裳十勝国立公園、太平洋と沿岸湖沼の自然景観と北海道遺産にも指定される古の文化財、十勝平野で営まれる農業・酪農の田園風景を8の字に結ぶ循環基幹ルートである。
コースには十勝地方で指定されている3か所のシーニックバイウェイが含まれている。

## ゲートウェイ
- JR帯広駅・バスターミナルおびくる
- とかち帯広空港
- 道の駅おとふけ（計画中）

## 主な休憩施設
- 道の駅おとふけ
- 道の駅ピア21しほろ
- 道の駅かみしほろ
- 道の駅うりまく
- 道の駅なかさつない
- 道の駅忠類
- 道の駅コスモール大樹
- 道の駅ガーデンスパ十勝川温泉

## 主な観光地
- 旧国鉄士幌線コンクリートアーチ橋梁群
- 糠平温泉・糠平湖
  - ひがし大雪自然館
- 三国峠
- 然別湖
- とかち鹿追ジオパーク
- 家畜改良センター十勝牧場
- 柳月スイートピアガーデン
- 北海道ガーデン街道
  - 真鍋庭園
  - 十勝ヒルズ
  - 六花の森
- 中札内美術村
- 十勝海岸湖沼群
- 池田ワイン城
- 十勝川温泉